# Magdalenenstraße
Magdalenenstraße – stacja metra w Berlinie, w dzielnicy Lichtenberg, w okręgu administracyjnym Lichtenberg na linii U5. Stacja została otwarta w 1930.